# Excéntrica

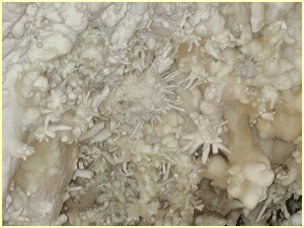
Helictitas en el Monumento Nacional Cueva Timpanogos, USA.

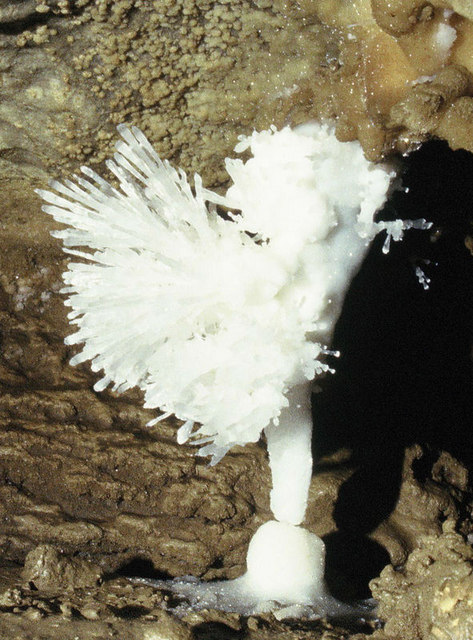
Antodita de calcita en una cueva del Reino Unido.

Las excéntricas son una clasificación clásica de espeleotemas de formación secundaria kárstica, según la cual se distinguen entre antoditas  y helictitas. El nombre hace mención a su forma de crecimiento, la capilaridad es parte del proceso en todos los casos, aunque no hay un acuerdo completo en la división de los tipos y variantes de excéntricas.
El espeleotema frostwork podría estar englobado en el término excéntrica, si bien no hay acuerdo en qué forma, ya que podría ser una variante de antodita. De hecho, autores como Hill (1997) consideran que antoditas, frostwork y helictitas son tres tipos de espeleotema distintos, donde la antodita sería el punto intermedio de los otros dos. Esto haría que el término excéntrica no tuviese sentido.
Se puede llegar a observar el uso de los términos excéntrica y helictita como sinónimos, aunque podría ser por la ausencia de otros tipos de excéntricas en el tema tratado.
Suelen ser de una gran vistosidad y gran fragilidad lo que hace que en cuevas con acceso fácil o con visitas habilitadas sea difícil encontrarlas, al menos en buen estado.

## Grupos y variedades
Según los distintos autores, las excéntricas pueden dividirse en dos grupos, tres grupos, dos grupos y una variedad, un grupo y una variedad, etc. Realmente no hay acuerdo ninguno y un punto de partida para ello es la división que hacen Hill y Forti en su obra Cave Minerals of the World (1986), donde se distinguen tres tipos de espeleotemas diferenciados: helictitas, antoditas y frostworks.

### Antoditas
Las antoditas se forman por flujo superficial, se producen en zonas con corrientes de aire y la consiguiente evaporación. Cuando son de aragonito nos encontramos con antoditas muy frágiles y racimos muy fibrosos. Cuando son de calcita tienen aspecto de ramas y presentan mayor consistencia...

### Helictitas
Las helictitas necesitan un canal central que aporte agua para su crecimiento. Crecen en cualquier dirección y en su formación concurren múltiples factores como giros de los ejes de cristalización, aparición de poros laterales (por haberse obstruido el conducto central), concentración de impurezas por evaporación del agua y corrientes de aire. En este caso, y  a diferencia de las estalactitas cuyo flujo de agua es por gravedad, la capilaridad es la responsable de la transmisión del agua.

### Frostworks
Frostwork, término inglés, también utilizado en la literatura en español, hace referencia al aspecto. En español recibe nombres como espeleotema acicular de aragonito, cristal acicular de aragonito o flor de hielo. Según autores es considerado como un tipo de excéntrica completamente independiente o una variedad de antodita...

## Localizaciones
En España se pueden ver en, entre otras, Cueva de Nerja (Málaga), El Soplao (Cantabria), Pozalagua (País Vasco), Cuevas de Canelobre (Alicante), Gruta de las Maravillas (Huelva),  Cueva de los Franceses (Palencia), Cueva Meravelles (Benifallet), Cueva del Muerto (Zaragoza), Cueva de Castañar de Ibor (Cáceres) y Cuevas de Artá (Baleares)